# Harlei
Harlei de Menezes Silva, detto Harlei (Belo Horizonte, 30 marzo 1972), è un ex calciatore brasiliano, di ruolo portiere.

## Carriera
Ha giocato prevalentemente nel Goiás, club col quale ha collezionato più di 400 presenze in 15 anni.
Nel dicembre 2014 si è ritirato dal calcio giocato ed ha assunto la carica di direttore sportivo del Goiás.

## Palmarès

### Club

#### Competizioni nazionali
- Campionato Mineiro: 4

Cruzeiro: 1992, 1994, 1996 e 1997
- Coppa del Brasile: 2

Cruzeiro: 1993, 1996
- Campionato brasiliano di seconda divisione: 1

Goiás: 1999, 2012
- Campionato Goiano: 1

Goiás: 2000, 2002, 2003, 2006, 2009, 2012, 2013

#### Competizioni internazionali
- Copa Master de Supercopa: 1

Cruzeiro: 1995
- Copa Oro: 1

Cruzeiro: 1995
- Supercoppa Libertadores: 2

Cruzeiro: 1991, 1992
- Coppa Libertadores: 1

Cruzeiro: 1997